# آرتور بالفور
آرتور جیمز بالفور (به انگلیسی: Arthur James Balfour, 1st Earl of Balfour) (زاده ۲۵ ژوئیه ۱۸۴۸ – درگذشته ۱۹ مارس ۱۹۳۰) سیاست‌مدار بریتانیایی بود که بین سال‌های ۱۹۰۲ تا ۱۹۰۵ نخست‌وزیر پادشاهی متحد بود و نقش بزرگی در تشکیل اسرائیل امروزی داشت.
وی در جریان جنگ جهانی اول و پس از تصرف فلسطین (که پیش از آن در اختیار امپراتوری عثمانی بود) «بیانیه بالفور» را خطاب به رئیس فدراسیون صهیونیسم منتشر کرد و در آن بر حمایت انگلیس از تأسیس خانه‌ای ملی برای یهودیان در فلسطین تأکید کرد. این بیانیه را سرآغاز تلاش در عرصه بین‌المللی برای تأسیس اسرائیل دانسته‌اند.

## نگارخانه

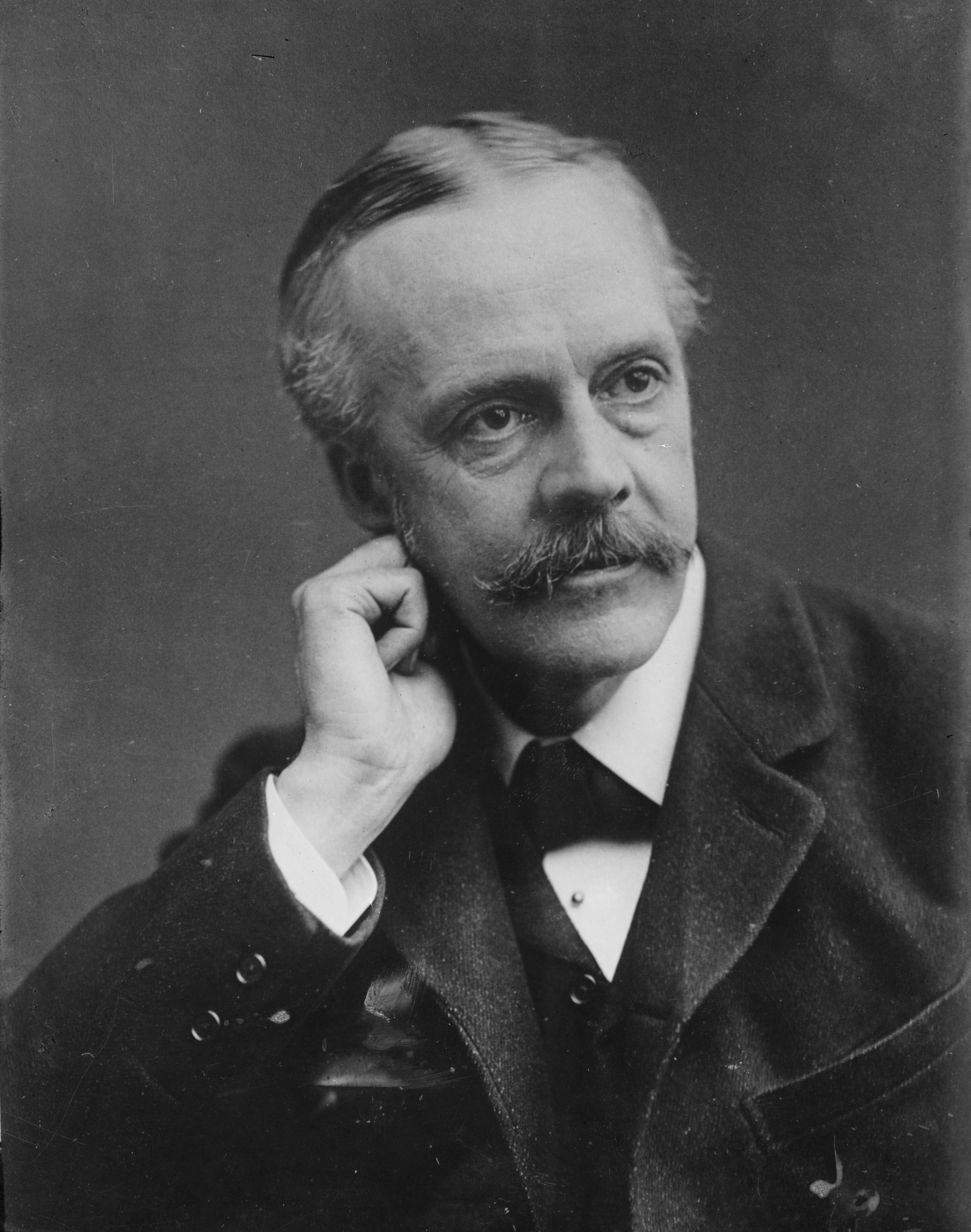
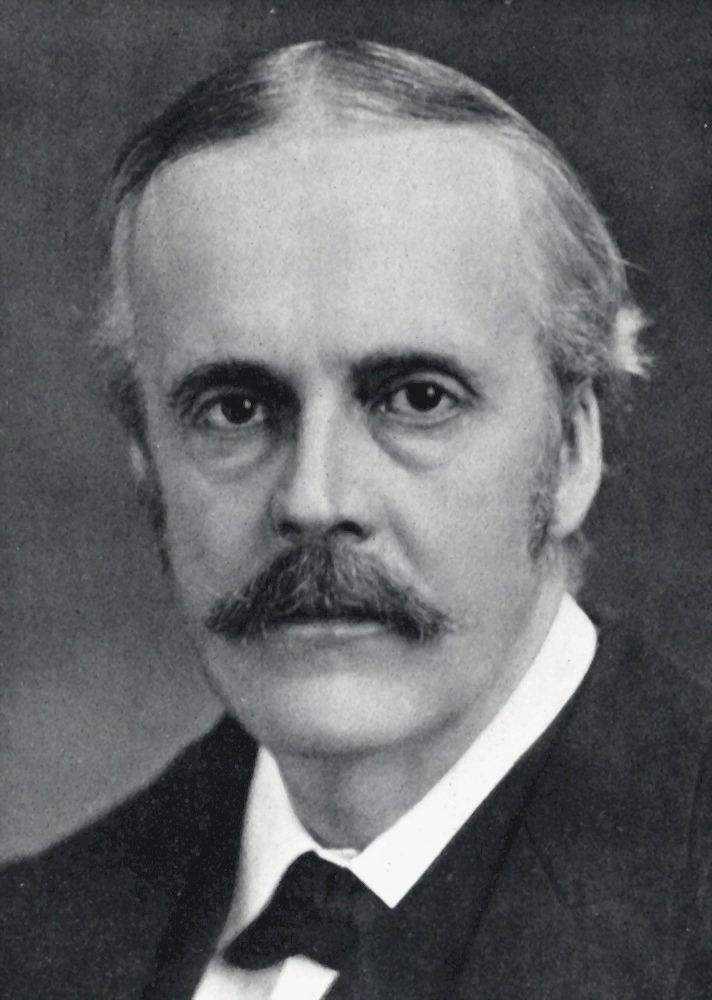
عکس در سال ۱۸۹۰ میلادی
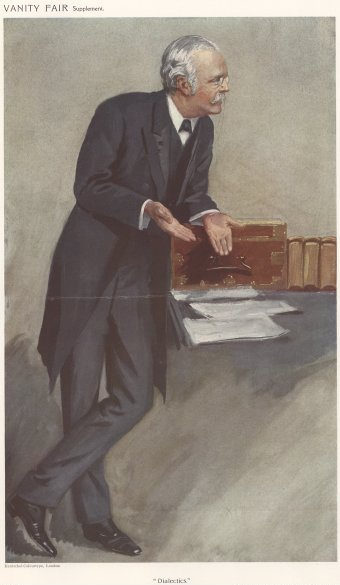
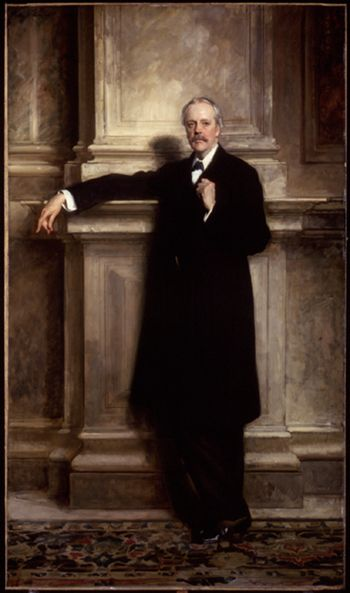
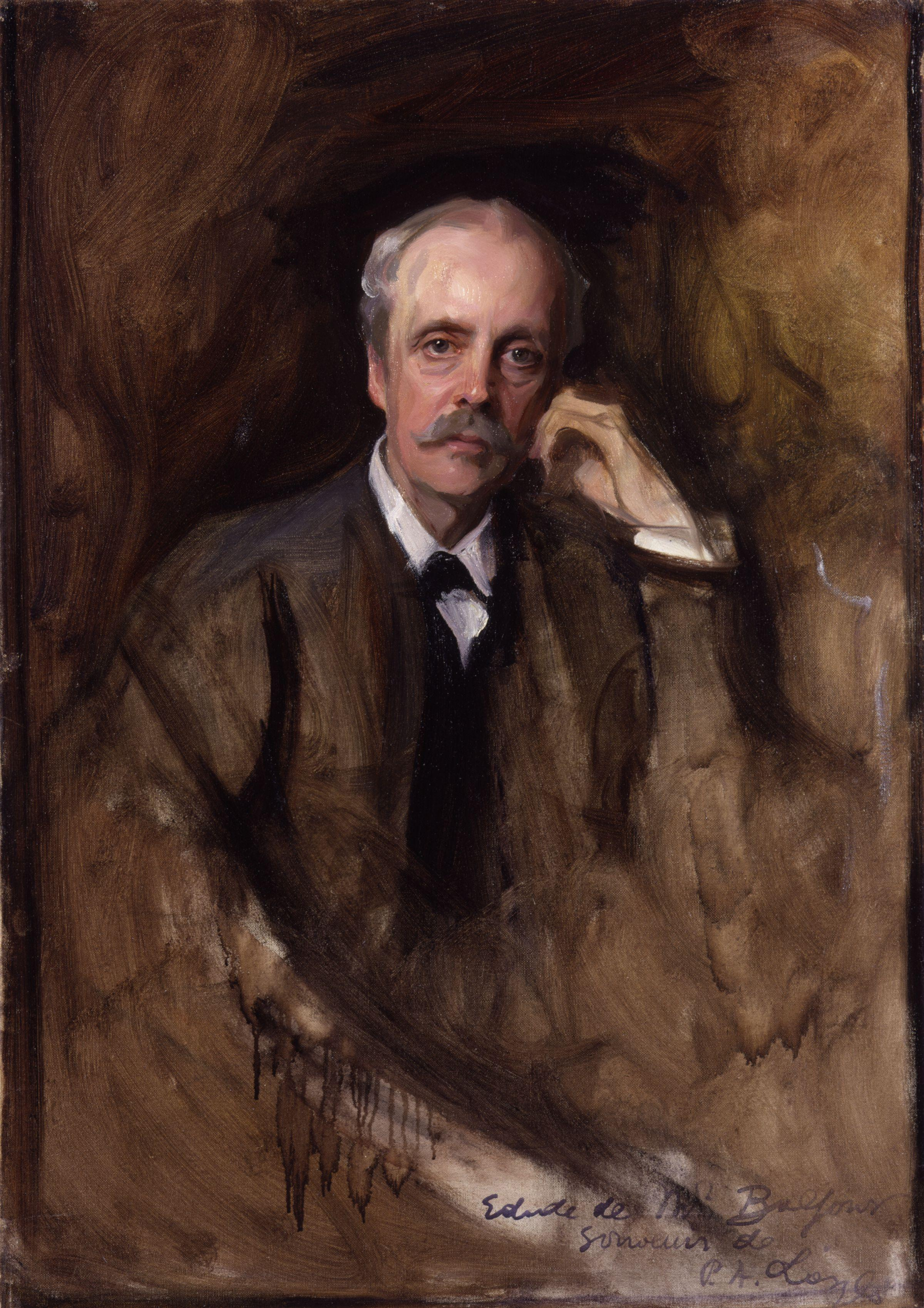
بالفور در سال ۱۹۰۲ میلادی